# Orthobula sicca
Orthobula sicca là một loài nhện trong họ Phrurolithidae.
Loài này thuộc chi Orthobula. Orthobula sicca được Eugène Simon miêu tả năm 1903.